# John Caldwell Holt
John Caldwell Holt (New York, 14 aprile 1923 – Boston, 14 settembre 1985) è stato un ingegnere, scrittore e pedagogista statunitense. È riconosciuto come uno dei teorici della descolarizzazione, insieme ad Ivan Illich ed Everett Reimer.
Holt ha coordinato il secondo ciclo di seminari tenutisi al CIDOC a Cuernavaca in Messico in tema di alternative alla scuola a cui è seguita l'elaborazione del Manifesto dei descolarizzatori. 
Rispetto agli altri descolarizzatori si distingue soprattutto per la visione ottimista dell'infanzia e ruolo associato alla scuola di struttura distruttrice delle capacità innate. Holt scrive infatti che negli ambienti scolastici, fisicamente e culturalmente strutturati ad hoc, i bambini perdono quella capacità di sperimentarsi che hanno già attivato per l'apprendimento del linguaggio.

## Biografia e opere
Non si sanno molti dettagli della vita di Holt. Nasce il 14 aprile del 1923 nella città di New York. È il terzo di tre figli, non si sposa e non ha figli. Studia ingegneria industriale nell'Università di Yale, però dopo gli studi non esercita come ingegnere, si trova a sperimentare la guerra e collabora con l'esercito in un sottomarino. Dopo i bombardamenti atomici di Hiroshima e Nagasaki, prende parte al movimento pacifista World Federalist Movement e viaggia per un anno partecipando a conferenze anti-belliche. Approda all'insegnamento per caso: avrebbe voluto ritirarsi per lavorare come contadino, ma la sorella lo convince a dedicarsi all'educazione dell'infanzia. Quando la Rocky Mountain School in Colorado mette in campo un'iniziativa per l'autogestione alimentaria Holt si propone prima come volontario, poi come professore per la realizzazione del progetto. Lavora per 4 anni in Colorado poi un amico gli chiede di sorvegliare la casa a Boston; Holt resta incantato del luogo e lo sceglie per viverci. Riesce a lavorare per un anno in una scuola di Boston, che però viene invitato a lasciare a causa delle sue idee sovversive sulla valutazione e l'apprendimento. In seguito all'espulsione comincia a girare diverse scuole private della città fino a che nel '64, frutto di varie esperienze osservate, scrive How Children Fail. 
La pubblicazione del suo testo gli consente di essere ricercato dalle più prestigiose università americane, parallelamente, Holt continua ad investigare le esperienze di scuola libertaria per ritrovare la sua fiducia nella scuola come istituzione educativa. 
Quando scrive The Underachieving School, Holt sta visitando diverse scuole americane ed intrattiene un carteggio epistolare con gli intellettuali del CIDOC, il centro di documentazione messicano gestito da Ivan Illich e Valentina Borromens. In questi anni si colloca probabilmente anche un momento di transizione della sua vita personale, segnato dalla partecipazione alla protesta contro la guerra in Vietnam e contro la cultura capitalista.
Nel corso delle analisi condotte al CIDOC e in seguito alle visite presso ulteriori scuole, Holt va progressivamente distaccandosi dalle esperienze delle scuole libere e sostiene i movimenti di educazione familiare nati in seno alla sua critica. Sono gli anni in cui le famiglie americane lottano per il riconoscimento legale dell'educazione in casa. In una delle lettere che anticipano la sua presenza ai seminari, le osservazioni dell'americano si concentrano sull'impossibilità di realizzare una scuola obbligatoria per tutti, tenendo conto delle strutture e delle risorse umane necessarie. 
In un primo momento la sua ricerca è finalizzata al ritrovamento di contesti formativi accessibili alle fasce più svantaggiate della società americana (popolazione nera e poveri) con lo scopo di garantire a tutti i bambini o giovani studenti la libertà di seguire le proprie passioni culturali. In questa fase, Holt assume una posizione dura rispetto alla scuola, pubblica o privata, ma non troppo radicale quanto quella Illich. Scrive, infatti, che la scuola dovrebbe essere un luogo eccezionale per apprendere, ma non riesce ad esserlo, per questo è necessario pensare ai diversi altri luoghi in cui i bambini possano trarre quello di cui necessitano. La scuola potrebbe essere un'occasione per conoscere e approfondire quello che i bambini desiderano, sviluppando quelle abilità che autonomamente e naturalmente sono utili per il loro progetto di vita. Per Holt l'importante è lasciare a ciascun bambino la possibilità di decidere se la scuola può essere la via per la propria educazione. L'obbligatorietà gli appare dunque il problema più grande da affrontare sul campo delle riforme scolastiche, perché costituisce il gancio dell'opprimente sistema di valutazione americano e dell'efficienza lavorativa ed economica. Negargli la possibilità di fare altro impedisce ai bambini di pensare a come risolvere il proprio problema educativo e, dal punto di vista dei diritti, costituisce un crimine di lesa umanità. Inoltre, Holt osserva che quando la scuola nega l'opportunità di scegliere se e in che misura avvantaggiarsi delle sue strutture, dimostra poche differenze rispetto alla fabbrica: nei processi educativi e nelle fasi del lavoro si è obbligati ad apprendere ed applicare. L'unico elemento distintivo della scuola consiste nella protezione fisica esercitata all'interno delle sue mura dove, però, si svolgono attività a-morali, di farsa. A suo giudizio, nelle scuole osservate si "scimmiotta" la vita lavorativa, non si educa né per la vita né per il lavoro, piuttosto, si massifica il pensiero e si generalizza l'obbedienza. In questo senso, la vita fuori dalle mura scolastiche potrebbe fare meglio ciò che a scuola si svolge sotto il falso volto dell'educativo.
In una lettera inviata agli studenti di Illich Holt scrive anche che la scuola moderna rinuncia ad educare alla simpatia e alla generosità. A suo avviso a scuola non servono sermoni ma ambienti di libertà, rispetto e fiducia, all'interno dei quali, sperare che vada crescendo un'autentica qualità del cuore.
Come Illich, Holt crede che il particolare ambiente in cui si realizza l'educazione scolastica insegna occultamente che l'apprendimento si trova al margine della vita e che ci sono persone specializzate-esperte che risolvono i problemi nel corso d'opera trovando la strada opportuna per ciascuno. L'americano tuttavia, come Reimer, non condivide con Illich l'idea che la presenza della scuola sia la 'naturale' conseguenza della storia e non crede che questa scomparirà senza l'azione politica diretta, ovvero attraverso l'azione legislativa sulla scuola.
Così come è strutturata nella pratica che va concretizzandosi negli anni settanta negli Stati Uniti, la scuola gi appare un'istituzione nefasta per i bambini, perché non stimola la capacità di vivere in comunità secondo i valori della solidarietà, della partecipazione e del rispetto. Per l'americano, nelle aule si esprimono le coercizioni dell'autorità docente e della società, il bambino impara a non mostrarsi insicuro o confuso per ottenere l'approvazione del docente e dei compagni, mette in atto una serie di stratagemmi per fingere anche ciò che non sa, apprende ad ottenere comodamente dal professore le risposte alle sue domande. Al pari di un lavoratore in fabbrica, il bambino non lavora se non è soggetto a vigilanza e bleffa, mettendo in scena una collaborazione apparente con i compagni che scompare quando si svolgono le 'attività importanti' del lavoro scolastico, come gli esami. Questo tipo di apprendimento valoriale, vissuto nella pratica scolastica, rappresenta un contesto di schiavitù morale che ostacola l'educazione democratica. Infatti, esso induce a considerare ciascuno dei membri della comunità di apprendimento un nemico con cui competere.
Holt scende fin dentro i dettagli della vita quotidiana svolta all'interno delle mura della scuola, osservando che in questo luogo si insegna occultamente come concentrarsi in un lavoro isolandosi da tutto ciò che è il mondo intorno, stando in silenzio e senza compiere troppi movimenti col corpo, disconnettendosi dal mondo e delle relazioni sociali. Tutto ciò converte il bambino da instancabile conoscitore del mondo a soggetto stupido, quanto più è possibile.
Come Freire, nonostante le criticità, Holt non smette di credere che quelle scuole che funzionano e che si possono mantenere col budget statale potrebbero essere accessibili a chi le necessita; nelle altre scuole, si possono almeno realizzare una serie di strategie per trasformare le aule da prigioni diseducative a luoghi in cui i bambini desiderano stare. Per questo pensa ad attività 'di facile attuazione', che possono essere ottenute attraverso un diverso approccio dei maestri alla didattica e alle routine della vita scolastica e ad attività 'di difficile attuazione', che richiedono un impegno politico e una resistenza alle tendenze giuridiche che vanno discutendosi in America del Nord.
Per quanto riguarda le prassi, Holt invita i docenti a ricordare che le aule dovrebbero essere un luogo all'interno delle quali far entrare il mondo reale, ad esempio attraverso le testimonianze di lavoratori, artigiani, genitori, a cui faccia piacere passare del tempo con i bambini per condividere come svolgono le loro attività da adulti. I bambini a scuola avrebbero così occasioni per lavorare insieme sia per la pianificazione di quello che necessitano approfondire sia per le persone che vogliono coinvolgere, sia infine, per la valutazione del proprio lavoro di gruppo. Dovrebbe essere un modello di scuola in cui i docenti "parlano poco" perché l'ascolto insegna ai bambini a disconnettersi, mentre l'apprendimento richiede a ciascuno di svolgere il doppio- ruolo di alunno-professore e di ascoltatore-parlante.
Tra le 'questioni difficili' da affrontare, Holt individua, al pari di Illich, la necessità di abolire la frequenza obbligatoria, ma è disposto in un primo momento ad essere meno drastico, suggerendo almeno di concedere un elevato numero di assenze annuali autorizzate. Ciò perché la reclusione, a suo giudizio, costituisce la condizione stessa della non-educazione: in senso esclusivo o si educa o si trattiene un bambino contro la sua volontà in un luogo in cui non vorrebbe stare. La reclusione in aula è anche un atto che corrompe totalmente la relazione tra alunno e professore e converte il docente in una specie di capo-poliziotto. Inoltre, la frequenza obbligatoria va contro gli stessi interessi economici della scuola perché incita ad atti di vandalismo e media l'idea che il lavoro non è valutato per la qualità che esso esprime, bensì, per il grado di sopportazione mostrato permanendo in un sito. In ultima analisi la scuola come il lavoro educa all'obbedienza.
Qualche anno più tardi, negli incontri al CIDOC, Holt parla della compromissione del sistema scolastico nell'aumento della povertà, attraverso quella che chiama la tesi sull'ingenuità di scala. Una sintesi di questa si trova in The underachieving School, un testo mai tradotto in italiano che può essere considerato, al pari di Deschooling society, un riferimento delle tesi esposte a Cuernevaca. Qui Holt parte dal presupposto della falsità dell'assioma secondo il quale la classe subalterna può conseguire una certa mobilità sociale attraverso la scuola e il sistema di titoli, un processo che consente di scappare dalla povertà.
Ciascuno Stato, indipendentemente dall'indirizzo politico, cerca di conseguire l'obiettivo della scolarizzazione di massa perché crede nella veridicità di questo assioma. In realtà, osserva Holt, i meccanismi della povertà su larga scala permettono solo a pochi la scalata sociale al costo di milioni di dollari spesi per il sistema scolastico.
In sostanza, per Holt, la scuola non può cambiare la piramide del lavoro che in quasi tutte le società concede solo a parte della popolazione il beneficio di stare nella parte più alta. Il problema principale è che, nell’aumentare il grado di scolarizzazione registrato mediante titoli, si impedisce ad alcune classi sociali anche ciò che prima era loro maggiormente più accessibile, costringendoli a pagare per una formazione che, di fatto, non serve per il tipo di mansione che esercitano ma funge da biglietto d’ingresso necessario alla vita lavorativa. Così, i pochi che possono pagare per un’istruzione superiore possono accedere alla scalata sociale ma, allo stesso tempo, confermano la validità della scala e innalzano la linea di povertà, ovvero quella linea sotto la quale le persone non possono soddisfare i propri bisogni.
In questi ultimi aspetti vi è una vicinanza particolare alla posizione delle homeschooling con le quali condivide la necessità di non rendere obbligatoria la scuola e non ridurla all'assistenzialismo611. Eppure, a differenza di quanto diffuso nell’opinione comune attuale, Holt si distanzia dal movimento dei genitori proprio in virtù di quella religione della scuola, come verrà chiamandola con Illich, che attraversa la società americana fin dentro l'istituzione familiare. Per Holt prima di ogni cosa vanno difesi i bisogni e i diritti del fanciullo612che sono minacciati dalla diffusione dei test di ingresso a scuola e delle pedagogie piagetiane strettamente applicate sia in aula, sia a casa. Persino l'attivismo che va diffondendosi, secondo Holt, non riesce a mettere in dubbio, anche solo per un momento, che il bambino possa decidere di apprendere in assenza della trasmissione all'adulto. L’assunto in sé dimostra che la scuola e i genitori si preoccupano di difendere il loro diritto e il loro dovere a ‘decidere cosa i bambini e i giovani debbano apprendere’. In una prospettiva di reale riconoscimento della cittadinanza all'infanzia, invece, il ruolo della scuola e dei genitori dovrebbe essere quello di spiegare ai bambini in che misura gli adulti possono aiutarli nel loro problema educativo. Nei primi incontri di Cuernevaca Holt guarda con interesse all'esperienza di Summerhill School o ancora, alle esperienze educative che nascono in quegli anni, anche sotto la spinta dei movimenti giovanili, ma in un secondo momento rivede la sua posizione giudicando anche questa una scuola di élite.